# Женская сборная Кюрасао по волейболу
Женская национальная сборная Кюрасао по волейболу (нидерл. Curaçao dames volleybalteam, папьям. Kòrsou muhenan nashonal vòlibòl team) — представляет Кюрасао на международных волейбольных соревнованиях. Управляющей организацией выступает Федерация волейбола Кюрасао (нидерл. Curaçao Volleybal Federatie, папьям. Federashon di Vòlibòl Kòrsou — FEVOKO).

## История
Федерация Нидерландских Антильских островов, куда входил и Кюрасао, была распущена10 октября 2010 года, а ещё годом ранее волейбольные ассоциации составлявших её территорий (кроме Кюрасао также Бонайре, Синт-Мартена, Синт-Эстатиуса и Сабы) вошли в NORCECA в качестве самостоятельных членов. При этом Федерация волейбола Кюрасао фактически стала преемницей Волейбольного союза Нидерландских Антил, который пока сохраняет формальное членство в ФИВБ.
Подавляющее большинство игроков бывшей женской волейбольной сборной Нидерландских Антильских островов (10 из 12) стали играть за национальную команду Кюрасао, которая дебютировала на международной арене выступлениями в отборочном турнире чемпионата мира 2014. 1-й этап многоступенчатой североамериканской квалификации волейболистки Кюрасао провели в мае 2012 года на Американских Виргинских островах. В своей отборочной группе они дважды уступили команде-хозяйке и обыграли сборные Мартиники и Гаити, заняв 2-е место и пройдя в следующую стадию отбора. 2-й этап прошёл спустя год и один из групповых турниров состоялся в столице Кюрасао Виллемстаде, где волейболистки страны-организатора уверенно первенствовали, победив с одинаковым счётом 3:0 сборные Сент-Люсии, Антигуа и Барбуды и Белиза, а затем ту же Сент-Люсию в финале. В финальном раунде отборочного турнира NORCECA команда Кюрасао попала в одну группу с Кубой, Тринидадом и Тобаго и Гаити. Кубинкам и тринидадкам волейболистки Кюрасао проиграли соответственно 0:3 и 1:3, а сборную Гаити победили 3:0, но уступили ей же в пяти сетах в матче за 3-е место. Замкнув турнирную таблицу в своей группе сборная Кюрасао из борьбы за путёвку на мировое первенство выбыла.
Один из групповых турниров 1-го раунда североамериканской квалификации чемпионата мира 2018 проходил в августе 2016 на Американских Виргинских островах с участием команды страны-организатора и сборных Кюрасао, Барбадоса и островов Тёркс и Кайкос. Первое место уверенно заняла команда Кюрасао, «всухую» обыграв всех своих соперников и выйдя во 2-й этап отбора. Полуфинальная стадия мировой квалификации была совмещена с Карибским чемпионатом и прошла в июле 2017, на которой команда Кюрасао стала 5-й, завершив тем самым борьбу за попадание на мировое первенство.
В прочих турнирах женская сборная Кюрасао пока участия не принимала.

## Результаты выступлений и составы

### Чемпионаты мира
- 2014 — не квалифицировалась
- 2018 — не кавлифицировалась

- 2014 (квалификация): Майя Гомес, Райаналис Алле, Франсиска Юдеска, Эстер Крамер, Кионна Грегориус, Джоанн Дания, Лианн Яманика, Юлади Селестина, Йоаннис Лоуренс, Самира Лёйс, Юрделис Мёленс, Наоми Монте, Кристин Энтони, Сонела Филипс, Розалия Дюренне, Лисдемария Камелия, Нейса Хой, Гислейн Сент-Хилайр, Геральдин Грегориус. Тренер — Хенри Дельфина.
- 2018 (квалификация): Вивьен Боксховен, Йоанн Дания, Аназухейлин Стелла, Анаис Конрадус, Шенделин Хансен, Шарнеска Эсклодина, Шурделис Мёленс, Кристин Энтони, Наоми Монте, Гислейн Сент-Хилайр, Майя Гомес, Самира Лёйс, Райаналис Алле, Йевенгели Харт. Тренеры — Хуберт Петрония (1-й этап), Риголетто Тоде (2-й этап).

### Карибский чемпионат
Сборная Кюрасао участвовала в одном Карибском чемпионате, одновременно являвшимся 2-м этапом отборочного турнира чемпионата мира.
- 2017 — 5-е место

## Состав
Сборная Кюрасао во 2-м раунде североамериканского отборочного турнира чемпионата мира 2018 (июль 2017).
| №  | Имя, фамилия       | Год рождения | Рост | Амплуа      | Клуб                          |
| -- | ------------------ | ------------ | ---- | ----------- | ----------------------------- |
| 1  | Вивьен Боксховен   | 1993         | 178  | центральная | «Ксаверианен»                 |
| 2  | Йоанн Дания        | 1995         | 177  | либеро      | «Пантерс»                     |
| 3  | Анаис Конрадус     | 2001         | 173  | нападающая  | «Стакамахакчи»                |
| 4  | Шенделин Хансен    | 1992         | 174  | нападающая  | «Ватакели»                    |
| 5  | Шарнеска Эсклодина | 1998         | 173  | центральная | «Шуатанари»                   |
| 6  | Шурделис Мёленс    | 1994         | 178  | центральная | «Стакамахакчи»                |
| 7  | Кристин Энтони     | 1991         | 172  | нападающая  | «Стакамахакчи»                |
| 8  | Наоми Монте        | 1986         | 179  | нападающая  | «Стакамахакчи»                |
| 9  | Майя Гомес         | 1986         | 163  | связующая   | «Стакамахакчи»                |
| 10 | Самира Лёйс        | 1991         | 165  | нападающая  | Fayetteville State University |
| 11 | Райаналис Алле     | 1994         | 159  | связующая   | «Шуатанари»                   |
| 12 | Йевенгели Харт     | 2000         | 182  | нападающая  | «Шуатанари»                   |

- Главный тренер — Риголетто Тоде.
- Тренер — Ремей Янга.